# Fifth Avenue
Fifth Avenue je hlavní ulice v centru Manhattanu v New Yorku. Táhne se od jižního konce Manhattanu do jeho severního konce a kvůli výhledu na park a historickým objektům v okolí je symbolem bohatství New Yorku.
Mezi 34. a 59. ulicí je také nejdražší obchodní zónou na světě, často bývá porovnávána s Oxford Street v Londýně a Avenue des Champs-Élysées v Paříži.
Na této ulici se nachází mnoho známých objektů, jako například New York Public Library, katedrála svatého Patrika, Rockefeller Center, Central Park a Guggenheimovo muzeum. Je zde také spousta obchodů, je to nejznámější a nejdražší ulice v New Yorku a patří k nejdražším a nejznámějším i na světě. Jsou zde obchody jako Gucci, Armani, Vuitton, Lacoste, NIKETOWN, H&M a spousty dalších.